# 斑点雀鳝
斑點雀鳝又名眼斑雀鱔，為輻鰭魚綱雀鳝目雀鳝科的其中一種。

## 分布
本魚分布於北美洲五大湖及密西西比河等流域。

## 特徵
本魚體延長成圓柱形，魚體花紋變化豐富，從少有花紋到密部細花紋皆有，體色為深褐色，腹部淺色，體背硬鱗，幼魚的背脊及側面有深色縱紋，體長可達1.5公尺。

## 生態
本魚棲息於淡水河川、湖泊或半鹹水的潟湖、河口，屬肉食性，以甲殼類、魚類、昆蟲等為食。

## 經濟利用
可為遊釣魚或觀賞魚，卵有毒。